# إيكاترينا لوبيز
إيكاترينا لوبيز (بالروسية: Лопес, Екатерина Евгеньевна)‏ مواليد 18 ديسمبر 1987 في موسكو، هي لاعبة كرة مضرب روسية تلعب باليد اليمنى وتحتل حالياً المرتبة رقم. 933 (13 فبراير 2014) في تصنيف رابطة محترفات كرة المضرب. أعلى تصنيف لها في الفردي كان المركز الـ 136 في سنة 2009.

## روابط خارجية
- إيكاترينا لوبيز على موقع رابطة محترفات التنس (الإنجليزية)
- إيكاترينا لوبيز على موقع الاتحاد الدولي لكرة المضرب (الإنجليزية)
- إيكاترينا لوبيز على موقع إي إس بي إن.كوم (الإنجليزية)